# Przeczów (Łubnice)
Przeczów ist eine Ortschaft mit einem Schulzenamt der Landgemeinde Łubnice im Powiat Staszowski der Woiwodschaft Heiligkreuz in Polen. Sie liegt um 20 km südlich von Staszów am DK 79.

## Geschichte
Der Ort in der Woiwodschaft Sandomir, Kreis Wiślica wurde im Jahr 1505 als Przecow erwähnt. Der besitzanzeigende Name ist vom Personennamen Przecz abgeleitet, im 16. Jahrhundert wurde auch Przeczow antiqua (Alt Przeczów) unterschieden.
Bei der Dritten Teilung Polens wurde Przeczów 1795 mit Westgalizien an das Königreich Galizien und Lodomerien des habsburgischen Kaiserreichs angeschlossen. 1809 kam es ins Herzogtum Warschau und 1815 ins neu entstandene russisch beherrschte Kongresspolen. 1827 gab es dort 16 Häuser mit 137 Einwohnern.
Im Jahr 1816 suchte Graf A. Potocki, der Besitzer der Güter von Łubnice deutsche Freiwillige, um sie als Kolonisten dort anzusiedeln. Noch im gleichen Jahr kamen 30 Familien in drei Gruppen zwischen März und September. Der Kontrakt war wahrscheinlich ähnlich wie in der Kolonie Józefina bei Antonielów. Sie erhielten fertiggestellte Häuser und wurden nicht von den Mietkosten befreit. 1833 versuchten sie ihre Kolonie ohne Erfolg zu verstaatlichen, um ihre Verhältnisse zu verbessern. Zu dieser Zeit siedelten sich deutsch-evangelische Kolonisten in den Kreisen Staszów und Stopnice, unter anderem in Łubnice, Oględów, Luszyca, Przeczów und Pęcławice an, nicht nur in den Gütern der Familie Potocki. In den 1840er Jahren gab es 125 Protestanten in Przeczów, 74 in Luszyca, 66 in Oględów, 51 in Pęcławice, 40 in Niemścice und 38 in Mikołajewo, darunter insgesamt 590 Lutheraner, davon waren in der absoluten Mehrheit (um 500) deutsche Kolonisten. Sie gehörten zur alten reformierten bzw. kalvinischen Gemeinden (Tursko Wielkie und Sielec) aus der Zeit der polnischen Reformation, die kurz danach geschlossen wurden und durch neue evangelisch-augsburgische Filialgemeinde in Jawor ersetzt wurden. Erst im Jahr 1835 bemühten sich die Kolonisten in Przeczów und Oględów, deutsch-evangelische Grundschulen zu eröffnen, die unter Fürsorge des reformierten Pastors A. Skierski aus Sielec wären. Wahrscheinlich wurden sie bis 1845 eingerichtet, während es in Luszyca und Pęcławice nur Kantorate gab. Um 1852 waren die Lehrer Daniel Rapski in Przeczów und Karol Rozmann in Oględów. Der reformierte Pastor aus Sielec beklagte sich, dass Rozmann die polnische Sprache schlecht unterrichtete und bedrohte ihn mit Entlassung. Jakub Zimmermann wurde 1854 zum ersten Lehrer in Luszyca. Allgemein gab es viele Schwierigkeiten bei Suchen der Lehrer und die Kolonisten oft kauften sie diese von anderen benachbarten Kolonien ab.
Nach dem Ende des Ersten Weltkriegs kam Przeczów zu Polen. Im Jahr 1921 hatte Przeczów in der Gemeinde Łubnice im Powiat Stopnicki der Woiwodschaft Kielce 42 Häuser mit 294 Einwohnern, davon deklarierten sich 155 als Deutsche Evangelische (plus 10 in der Kolonie bzw. Ortschaft Rajtarówka/Rotówka – außer der Gemeinde gab es noch 21 polnische Evangelische in Sielec, aber keine in Oględów in der Gemeinde Oględów und nur vereinzelte Protestanten im Rest des Powiats).
Neben Antonielów (mit Skałka Niemiecka), Stojewsko und Godów bestand Przeczów in der Zwischenkriegszeit noch als eine deutsche Sprachinsel.
Im Zweiten Weltkrieg gehörte es zum Distrikt Radom im Generalgouvernement. Von 1975 bis 1998 gehörte Przeczów zur Woiwodschaft Tarnobrzeg.